# Багновець жовтощокий
Багновець жовтощокий (Ammodramus aurifrons) — вид горобцеподібних птахів родини Passerellidae. Поширений в Південній Америці.

## Поширення
Трапляється в Болівії, Бразилії, Колумбії, Еквадорі, Перу та Венесуелі. Мешкає в сухих і сезонно вологих або затоплених луках і саванах, тропічних і субтропічних гірських пасовищах.

## Підвиди
Таксон включає чотири підвиди:
- Ammodramus aurifrons apurensis (Phelps, Sr & Gilliard, 1941) — північно-східна Колумбія на схід через рівнини західної Венесуели до дельти річки Оріноко.
- Ammodramus aurifrons cherriei (Chapman, 1914) — східна центральна Колумбія (на рівнинах Мета).
- Ammodramus aurifrons tenebrosus (J. T. Zimmer & Phelps, Sr, 1949) — південно-західна Венесуела, південно-східна Колумбія та прилеглі території західної Бразилії.
- Ammodramus aurifrons aurifrons (Spix, 1825) — південно-східна Колумбія на південь через східний Еквадор і східне Перу до північно-східної Болівії та на схід через бразильську Амазонку.

## Опис
Птах завдовжки до 13 см з масою від 14,5 до 19 г. Статті схожі, хоча самці в середньому трохи більші за самиць. Верхня частина тіла коричнево-сіра, з темними смугами на спині. Нижня частина тіла білувата, на грудях переходить у сірувату, а на боках — бліда. Його ноги рожево-коричневі, а дзьоб рогового кольору з темнішим кульменом. Райдужка червонувато-коричнева.